# Petit Lourdes (Hérouville-Saint-Clair)
Le Petit Lourdes est un sanctuaire marial construit de 1879 à 1885 sur la commune d'Hérouville-Saint-Clair, dans le Calvados.

## Histoire
La congrégation des Frères des Écoles chrétiennes s'installe à Caen en 1870 à la suite d'une donation. Un noviciat commence à fonctionner rue de Geôle. Cependant l'installation étant plus que précaire, est décidé le transfert vers une propriété plus vaste, une ferme de 2 ha située au bord du canal de Caen à la mer. L'installation posséde un lieu de culte insuffisant et la congrégation ne peut le remplacer pour des raisons financières.
En 1879, un négociant en vins originaire de Rouen, Jules Dubosq, fait, à la suite de la « guérison miraculeuse de sa femme » lors de son séjour à Lourdes, une donation à condition que soit construite une réplique de la chapelle du lieu sacré. Après des travaux en 1879-1880, la consécration a lieu en 1882. Depuis, ce site permet aux Normands qui ne peuvent se rendre à Lourdes d'y effectuer leur pèlerinage. 
Le sanctuaire remporte rapidement un vif succès, accueillant en 1885 12 000 pèlerins.  
Avec la loi de séparation de l'Église et de l'État, le noviciat ferme ses portes. Durant les deux conflits mondiaux, le lieu devient un hôpital (en 1914-1918) puis un hospice.
En 1981, une partie de l'établissement — l'ancien noviciat — est cédée à l'Institution des paralysés de France.
À la suite de chutes de pierres dans la nef durant l'hiver 2013-2014, non suivie de réparations faute de moyens de l'association propriétaire des lieux, l'église est interdite au public et aucune cérémonie n'a pu se dérouler le 15 août, une première depuis 1882, la réplique de la grotte restant accessible.
En juin 2015, l'Association de sauvegarde du patrimoine du Petit Lourdes à Hérouville-Saint-Clair, dite « Les amis du Petit Lourdes », est créée. Elle a pour objet la mise en œuvre du « projet d'animation du Petit Lourdes », l'entretien des lieux et leur animation spirituelle[réf. nécessaire].

## Architecture
L'église est une reproduction aux deux-tiers de la basilique de l'Immaculée-Conception de Lourdes.

## Ouverture au public
Fermé en 2014 pour des raisons de sécurité, le site est depuis 2017 ouvert tous les jours de 14 h à 17 h, sauf le jeudi afin d'assurer l'entretien.

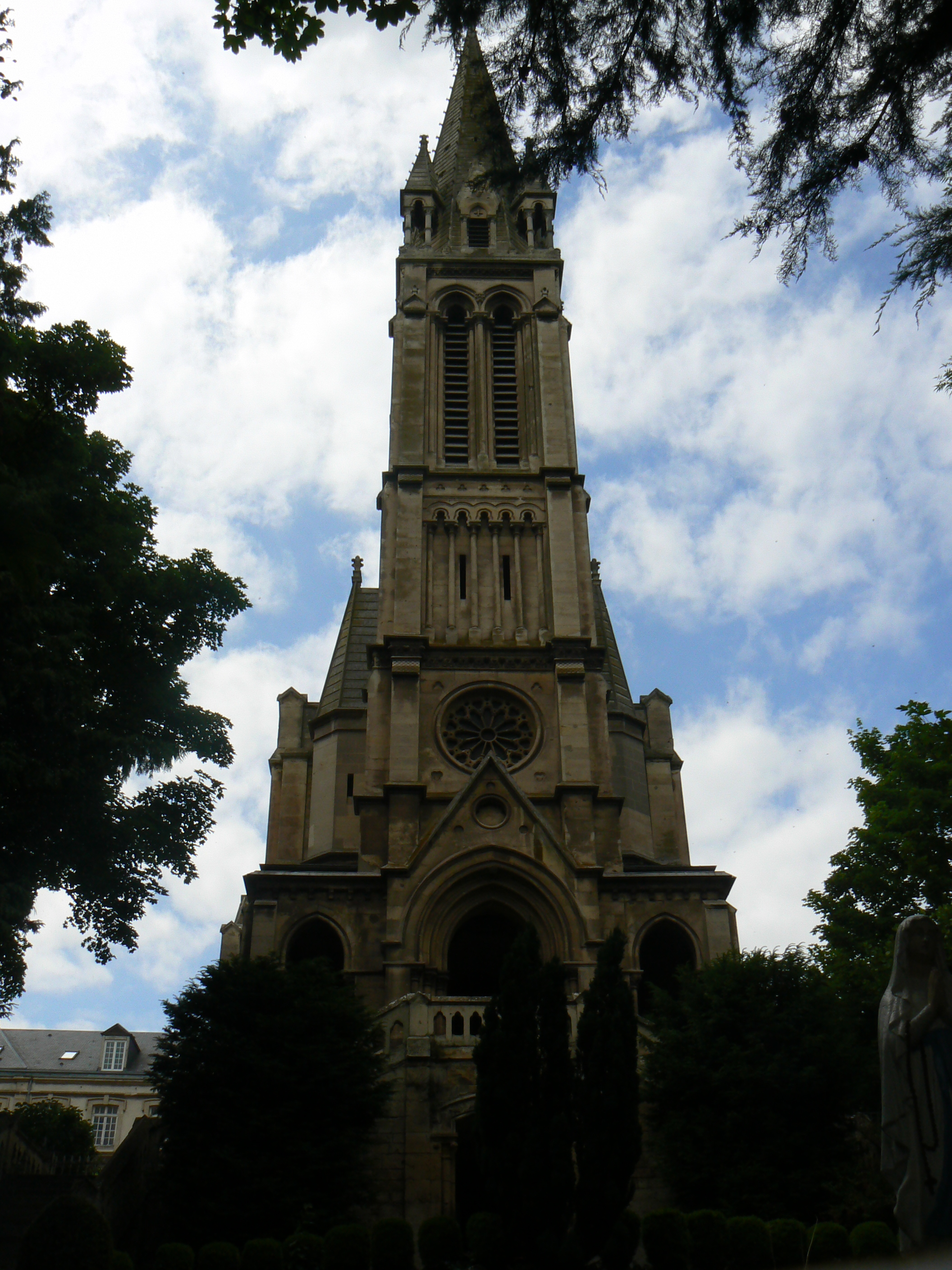
La chapelle du Petit Lourdes en 2008.
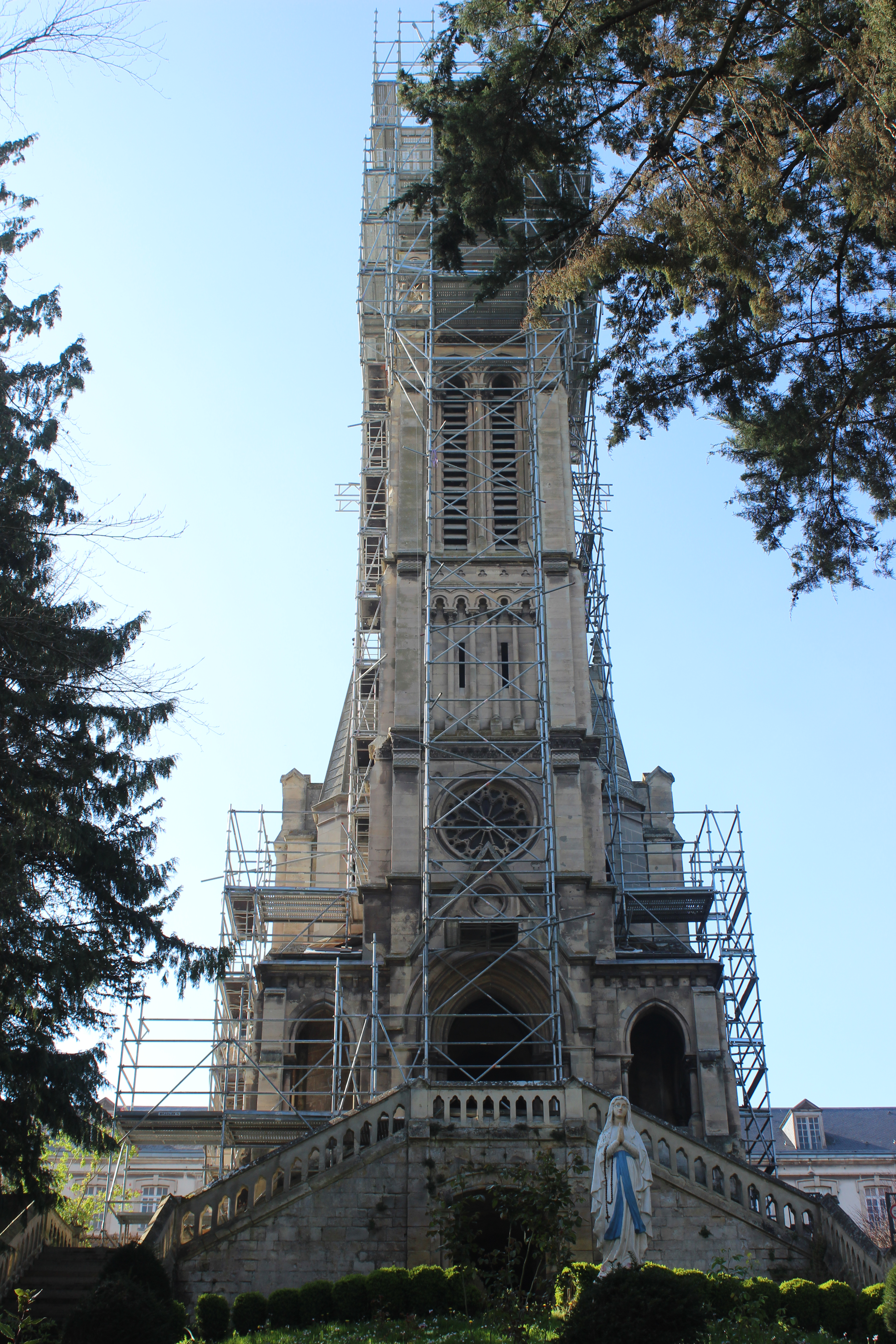
Le clocher en travaux en avril 2017.
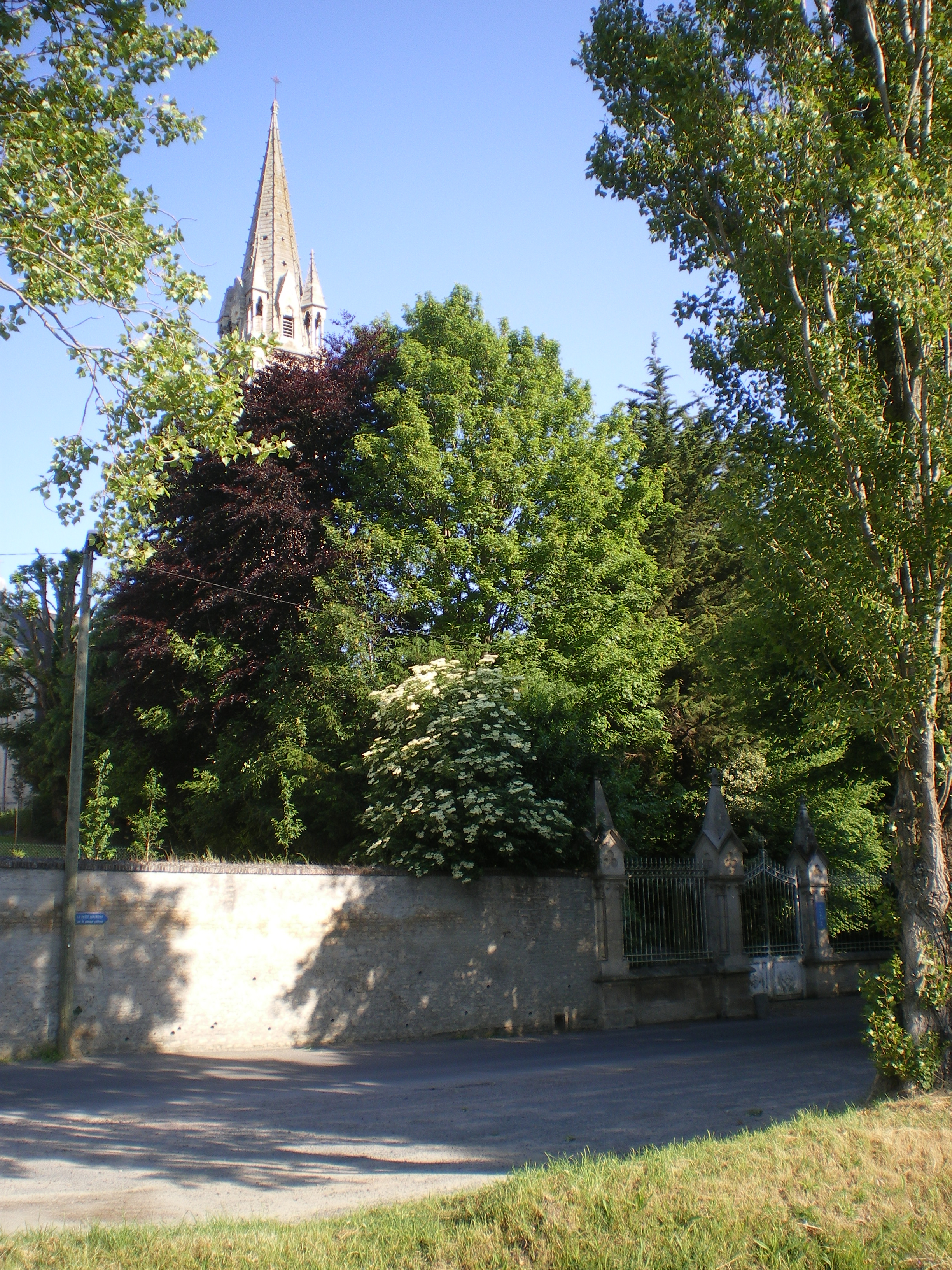
Entrée du sanctuaire du Petit Lourdes à Hérouville-Saint-Clair au bord du Canal de Caen à la mer.
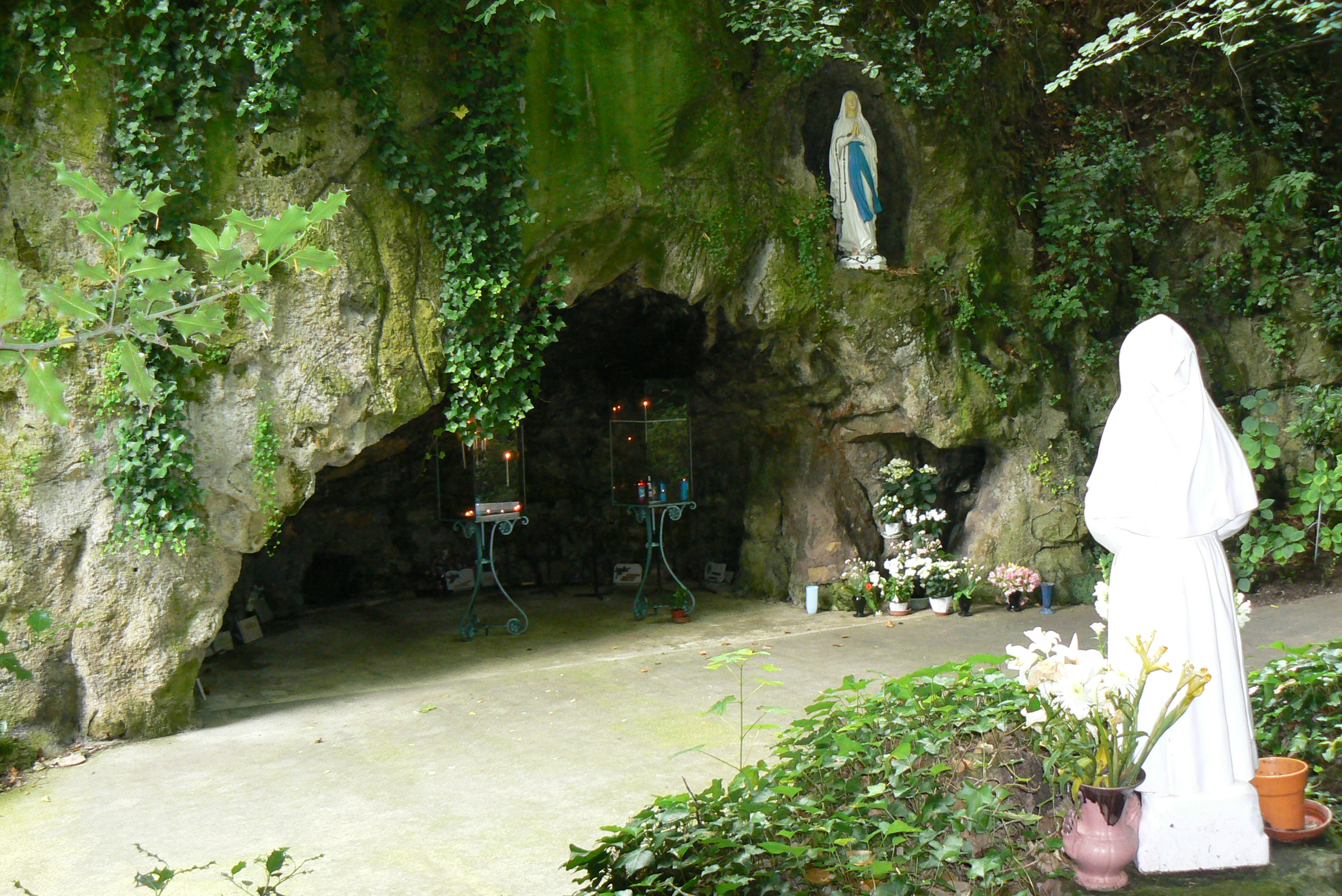
La réplique de la grotte.
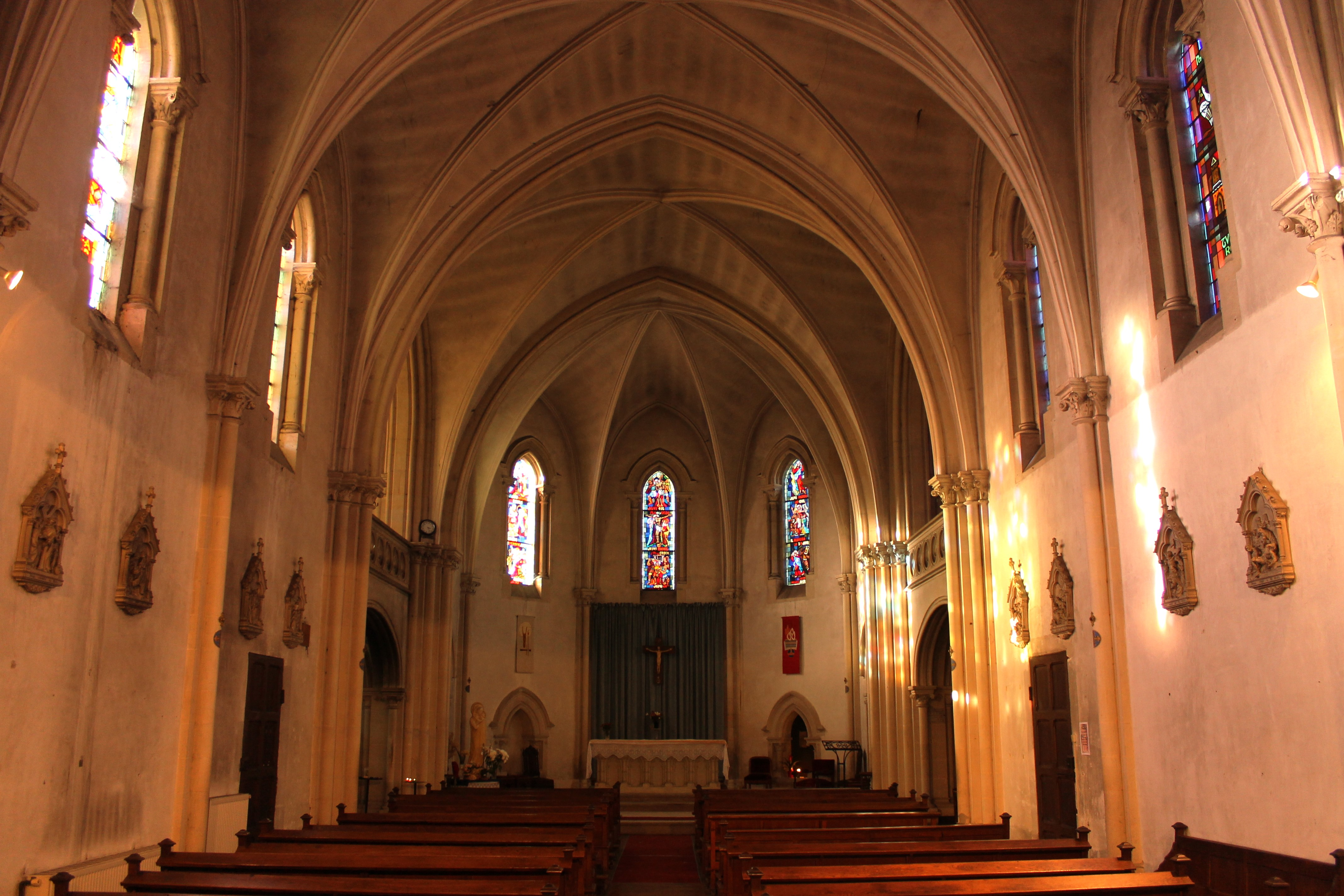
Intérieur de l'église.